# Перг
Перг град је у Аустрији, смештен у северном делу државе. Значајан је град у покрајини Горња Аустрија, где је седиште истоименог округа Перг.

## Природне одлике
Перг се налази у северном делу Аустрије, 170 км западно од Беча. Главни град покрајине Горње Аустрије, Линц, налази се 30 km западно од града.
Град Перг се сместио у вишем делу области Мул четврти, недалеко од Дунава (5 km јужно од града). Северно од града се издиже горје Бохемска височина. Надморска висина града је око 250 m.

## Становништво
| 1971. | 1981. | 1991. | 2001. | 2011. |
| ----- | ----- | ----- | ----- | ----- |
| 4.913 | 5.207 | 5.958 | 7.129 | 7.727 |

Данас је Перг град са око 7.700 становника. Последњих деценија број градског стагнира.

## Галерија
- Градска римокатоличка црква
- Стара школа
- Стари градски хотел
- Здање окружне управе